# Wendolly Esparza
Wendolly Esparza Delgadillo, conocida como Wendy Esparza (Evanston, Illinois, 28 de junio de 1991), es una actriz, periodista, modelo y exreina de belleza Estadounidense-Mexicana ganadora del concurso Nuestra Belleza México 2014. Representó a México en Miss Universo 2015 en Las Vegas, Nevada, Estados Unidos donde logró clasificar al top 15.

## Biografía
Nació en Evanston (Illinois) pero su familia proviene del estado de Aguascalientes y tiene 2 hermanos (un hermano y una hermana. Ella se graduó en la Universidad Loyola Chicago la licenciatura en periodismo con especialización en Literatura latinoamericana en 2013. Entre sus estudios, Esparza participó como pasante de noticias locales para Univisión Chicago.  Poco después, ella regresó a México y comenzó a participar en concursos de belleza, el primer certamen en que compitió fue durante el 2014 en la Reina de la Feria Nacional de San Marcos.

### Reina de la Feria Nacional de San Marcos 2014
Este certamen es muy famoso e importante en Aguascalientes y fue en el primer concurso en que participó Wendy y en el cual no logró figurar, siendo la ganadora Jessica Amor quien fue NB Aguascalientes 2012.

### Nuestra Belleza Aguascalientes
El 16 de julio de 2014 Wendy Esparza compitió y ganó el certamen Nuestra Belleza Aguascalientes 2014 siendo coronada por su predecesora Vianey Vázquez esto le permitió competir en el certamen nacional.

### Nuestra Belleza México 2014
El 23 de octubre de 2014 se llevó a cabo la semifinal/NB Mundo México en Jardines de México, Jojutla, Morelos y en el cual ella no clasificó a las finalistas siendo la ganadora su amiga Yamelin Ramírez de Sonora. Dos días más tarde fue la noche final de Nuestra Belleza México 2014 donde fue ganadora del reconocimiento de Nuestra Belleza en Forma gracias a lo cual obtuvo el pase directo al Top 15, compitió en la etapa de traje de baño y de noche con lo cual entró al Top 5 y logró llegar a la etapa de preguntas la cual contestó contundentemente y con lo cual a pesar de no ser la favorita la llevó a ser la ganadora venciendo a treinta representantes de todo el país y así se convirtió en la segunda hidrocálida en ganar el título de Nuestra Belleza México y esto le permitió ser la representante de México en Miss Universo 2015.

### Miss Universo 2015
A finales de junio de 2015, Donald Trump, entonces dueño de la organización Miss Universo, hizo declaraciones calificando a los inmigrantes mexicanos en los Estados Unidos como «corruptos, delincuentes y violadores» en un discurso para presentar su candidatura como presidente del país indicando además su deseo de construir un muro entre las fronteras de ambos países, el cual sería pagado «por los mexicanos que tanto daño le han hecho a la comunidad estadounidense».
Estas declaraciones causaron el enojo de Televisa y la organización Nuestra Belleza México así como de mucha comunidad latinoamericana en los Estados Unidos. El 1 de julio de 2015 se anunció mediante un comunicado dado por Lupita Jones y Wendy que la representante de México no asistiría a causa de las declaraciones de Trump. Con la venida de la Miss Mundo 2014 y Julia Morley a México esta última hizo la invitación a Wendy para que asistiera a la siguiente edición de Miss Mundo como reportera del evento, lo cual se anunció el 19 de agosto de 2015. Aunque posteriormente y con el cambio de dueños de Miss Universo que paso a manos de WME/IMG el 27 de octubre de 2015 se anunció en el Facebook oficial de NB México que México si participaría en Miss Universo el cual se llevaría a cabo el 20 de diciembre de 2015 en Las Vegas, Nevada, Estados Unidos. Wendy llegó al evento internacional con gran fama a causa del circo mediático e incluso apareció una nota sobre ella en un importante periódico americano. Durante el evento ella logró clasificar al Top 15 suceso que México no lograba desde 2012 con Karina González también de Aguascalientes.
Estudia en el Centro de Educación Artística de Televisa. En su carrera como periodista durante la venida a México del papa Francisco ella formó parte del grupo de periodistas que cubrieron su visita al país azteca.
Actualmente radica en la ciudad de Colima, Colima, donde se desempeña como empresaria.